# 才旺班典
才旺班典（藏語：ཚེ་དབང་དཔལ་ལྡན་，威利转写：tshe dbang dpal ldan，1944年—），男，藏族，西藏日喀则人，中华人民共和国政治人物，曾任中共林芝地委副书记，林芝地区行政公署专员，西藏自治区政协副主席。